# Jeroen Vanbelleghem
Jeroen Vanbelleghem is een Vlaams wielercommentator die bekendheid heeft verworven als commentator bij Eurosport. Hij werd geboren op 20 juni 1989 in Oostende en groeide op in Pervijze. Hij studeerde communicatie aan de Universiteit Sapienza Rome en journalistiek aan de Universiteit Gent.
Vanbelleghem ontwikkelde al op jonge leeftijd een passie voor wielrennen, vooral tijdens het "Tom Boonen-tijdperk". Daarnaast had hij ook interesse in journalistiek en speelde hij toneel.
In 2011 kreeg Vanbelleghem de kans om bij Eurosport te werken, nadat hij eerder bij Sporza als stagiair had gewerkt. In de eerste maanden las hij het nieuws voor, maar al snel mocht hij wielerwedstrijden gaan becommentariëren. Zijn eerste wielercommentaar was tijdens de Vierdaagse van Duinkerke in mei 2012. Hij heeft ook ervaring met het commentaar geven bij het skiën en veldrijden. Voorheen verzorgde hij ook het commentaar bij Noordse combinatie op Eurosport.
Vanbelleghem is zowel een liefhebber van Italiaanse koersen als van de Italiaanse taal en cultuur. Sinds 2017 heeft Eurosport de uitzendrechten voor alle Italiaanse wedstrijden, waardoor de bekendheid van Vanbelleghem is vergroot. Dit komt doordat Eurosport wedstrijden uitzond die niet meer te zien waren op de nationale zenders. Het feit dat Eurosport zich vooral op de Nederlandse markt richt, resulteert erin dat Vanbelleghem wordt bijgestaan door een Nederlandse co-commentator, meestal een bekende voormalige wielrenner. Sinds 2018 commentarieert hij de Ronde van Italië samen met Karsten Kroon. en in 2022 werd het duo door lezers van Wielerflits uitgeroepen tot het populairste commentaarduo op de Nederlandstalige televisie.
Vanbelleghem is getrouwd en vader van een zoon en is zelf ook recreatief fietser en hardloper.